# Leopoldo Torricelli
Leopoldo Torricelli (ur. 2 lutego 1893 w Turynie, zm. 18 listopada 1930 tamże) – włoski kolarz torowy i szosowy, brązowy medalista torowych mistrzostw świata.

## Kariera
Największy sukces w karierze Leopoldo Torricelli osiągnął w 1924 roku, kiedy zdobył brązowy medal w wyścigu ze startu zatrzymanego podczas torowych mistrzostw świata w Paryżu. W zawodach tych wyprzedzili go jedynie Belg Victor Linart oraz Francuz Georges Sérès. Był to jedyny medal wywalczony przez Torricellego na międzynarodowej imprezie tej rangi. W tej samej konkurencji sześciokrotnie zdobywał mistrzostwo Włoch, nigdy jednak nie wystąpił na igrzyskach olimpijskich. Startował również w wyścigach szosowych, wygrywając między innymi Giro delle Due Province Marciana w 1913 roku i Giro di Lombardia w 1916 roku. W 1920 roku wygrał piąty etap Giro d'Italia, jednak w klasyfikacji generalnej nie zajął wysokiego miejsca.